# 亞洲公路8號線
亞洲公路8号线（英語：Asian Highway 8），编号為，是亞洲公路網系統中的一條南北走向的公路。由俄罗斯与芬兰边境小镇托尔菲亚诺夫卡到伊朗霍梅尼港。
经过的国家有：俄罗斯-阿塞拜疆-伊朗。

## 经过城镇

### 俄罗斯
- A181：( 芬兰 ) - 托尔菲亚诺夫卡（俄语：Торфяновка (МАПП)） - 维堡 - 圣彼得堡
- M10或M11：圣彼得堡 - 特维尔 - 莫斯科
- M4：莫斯科 - 卡希拉
- R22：卡希拉 - 坦波夫 - 鲍里索格列布斯克 - 伏尔加格勒 - 阿斯特拉罕
- R215：阿斯特拉罕 - 基兹利亚尔 - 巴巴尤尔特（俄语：Бабаюрт）
- R217：巴巴尤尔特 - 哈薩維尤爾特 - 马哈奇卡拉 - 亚拉戈-卡兹玛里亚尔（阿塞拜疆边境）

### 阿塞拜疆
- M-1公路：（俄罗斯边境）萨穆尔 - 巴库
- 巴库环状公路
- M-2公路：巴库-阿里亚特
- M-3公路：阿里亚特-比拉亚苏瓦尔-阿斯塔拉